# Pobreza descalificadora
El sociólogo francés Serge Paugam describe la pobreza descalificadora como una configuración social típica de las sociedades occidentales contemporáneas que se da en un contexto de desempleo estructural, inestabilidad laboral, crisis del estado de bienestar y recesión económica.
La noción de pobreza descalificadora remite al análisis de los procesos de descalificación social, un conjunto de reflexiones que sociólogos como Robert Castel o Pierre Bourdieu plantean a partir de los años ochenta del siglo XX en torno a los efectos de la crisis de los instrumentos asistenciales de los estados occidentales. Según Pauman, la pobreza descalificadora afecta a un colectivo numeroso y heterogéneo que se ha visto desplazado de la esfera productiva. El mecanismo central que explica este tipo de pobreza es un proceso de expulsión del mercado de trabajo de amplias capas de la población, que pasan a mantener una relación muy poco estable y frágil con el empleo que, por otro lado, es el instrumento central de inclusión social. La flexibilización económica ha generado, de este modo, una nueva pobreza que afecta a sectores sociales que pertenecían a las clases medias y se han visto afectadas por la precariedad
La pobreza descalificadora es el tipo de pobreza más cercano al concepto de exclusión social y la más característica de las sociedades contemporáneas y de países con un nivel alto de desarrollo económico. Esta exclusión es percibida como una acumulación progresiva de desventajas, en la cual el paro debilita la intensidad del intercambio social y rompe con la vida asociativa. Siguiendo las tesis de autores como Ulrich Beck, Paugam señala que la pobreza descalificadora no sólo tiene efectos materiales sino también sociales y conlleva una angustia generalizada asociada a una sensación de riesgo permanente. 